# Przemiennik amatorski

Schemat działania przemiennika

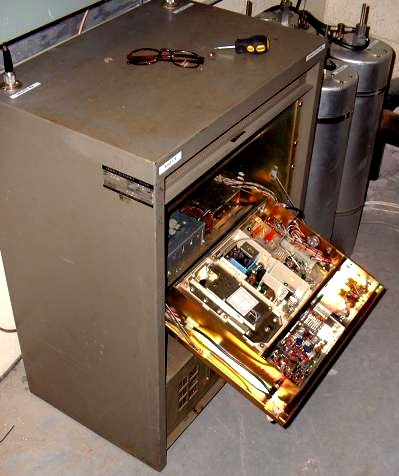
Przemiennik krótkofalarski K2GXT

Przemiennik amatorski (ang. repeater) – urządzenie nadawczo-odbiorcze pracujące w amatorskim zakresie fal VHF, UHF, SHF, a nawet KF (w paśmie 10 m), którego funkcjonalność polega na odbiorze słabych sygnałów i ich retransmisji, nierzadko z wyższą mocą oraz z dużej wysokości. Umożliwia to zwiększenie zasięgu łączności prowadzonej np. z radiostacji przenośnych czy zainstalowanych w samochodach (radiotelefonów).
Przemienniki instalowane są w wysokich lokalizacjach (m.in. wieże telekomunikacyjne, kominy, szczyty gór). Często, aby móc skorzystać z przemiennika należy go „aktywować” nadając do niego z zastosowaniem sygnału akustycznego o częstotliwości 1750 Hz, sygnału podnośnej CTCSS o częstotliwości (67–257 Hz) właściwej dla danego przemiennika lub za pomocą wysłania jednego z tonów DTMF. Urządzenia fabryczne zwykle są wyposażone w odpowiedni generator tonów. W trakcie łączności poprzez przemienniki amatorskie nadawanie i odbiór występują na dwóch różnych częstotliwościach tego samego pasma np. nadawanie na częstotliwości 145,050 MHz, a odbiór na 145,650 MHz. W przypadku przemienników typu „cross band” nadawanie odbywa się w innym paśmie niż odbiór.
Każdy przemiennik posiada swój znak. Przemienniki analogowe często na początku swojej transmisji podają tzw. znamiennik, czyli informację o znaku wywoławczym przemiennika i czasem także o jego lokalizacji w postaci QTH locatora. Znamiennik jest nadawany przy użyciu alfabetu Morse’a lub odtwarzany z uprzednio przygotowanego komunikatu lektora zaraz po jego uruchomieniu.
Poza przemiennikami analogowymi, pracującymi w emisji FM i służącymi jedynie do retransmisji głosu, istnieją także przemienniki:
- ATV służące do retransmisji analogowej fonii i wizji;
- przemienniki cyfrowe pracujące m.in. w standardzie D-STAR, DMR, C4FM służące do retransmisji cyfrowej fonii i danych;
- przemienniki cyfrowe (ang. digipeater – od digital repeater) służące jako węzły Packet Radio.

Przemienniki amatorskie często podłączane są przy pomocy Internetu do amatorskich sieci, np. Echolink, FM-Link, FM Poland (przemienniki analogowe), Brand Meister, DMR+, HB-Link (przemienniki DMR), co rozszerza ich funkcjonalność oraz pozwala użytkownikom komunikować się na dużo większe odległości, nierzadko globalnie.

## Przemienniki amatorskie w Polsce
W Polsce wydawaniem pozwoleń radiowych zajmuje się Urząd Komunikacji Elektronicznej. Przemienniki amatorskie często utrzymywane są przez osoby prywatne oraz kluby krótkofalarskie, które we własnym zakresie ponoszą koszty sprzętu, konserwacji, opłat za wynajem miejsca, zasilanie, dostęp do Internetu (jeżeli rodzaj przemiennika tego wymaga). Każdy licencjonowany krótkofalowiec może skorzystać z dowolnego przemiennika, w którego zasięgu się znajduje, o ile posiada odpowiednią radiostację.
Analogowe przemienniki FM o największym zasięgu pozwalające na komunikację w promieniu co najmniej kilkudziesięciu (a w przypadku odpowiedniej propagacji nawet paruset) kilometrów, to między innymi warszawskie SR5WA oraz SR5W czy usytuowany na górze Święty Krzyż przemiennik SR7V.